# Теодора Басараб/ св. Теофана Басараб

### Теодора/ Теофана Басараб от рода на Басарабите

#### Бъдещата царица на България
Теодора е родена около 1300 г. в семейството на владетеля на Влашко – Басараб I (1310?–1352), първия управител на централизираното Влашко княжество. Той се подписвал в официалните документи като „Йоан Басараб“ или „Йоанко“, както го споменават някои исторически анали. За майката на Теодора е известно само, че се е казвала Маргарета или Маргита (според църковните синодици в Къмпулунг и Ръмнику Вълча) и че е била от унгарската аристократична фамилия Кьокьенеш-Ренолд от трансилванската крепост Дъбъка. След раждането на Теодора, семейството се сдобило с още една дъщеря – Руксандра, а по-късно и със син – Николае Александру, който по-късно става владетел на Влашко (1352–1364).
Според средновековните традиции, Йоан Басараб се стремял да засили политическите си връзки със съседните династии. Той омъжил дъщерите си за бъдещите владетели на България и Сърбия. Теодора се омъжила около 1322 г. за принц Йоан Александър, деспот на Ловеч и племенник на българския цар Михаил III Шишман (1323–1330). Сестра ѝ Руксандра станала съпруга на сръбския престолонаследник Стефан Урош III Дечански, който по-късно става цар на Сърбия (1322–1331).

### Теодора – царица на Търново
Името на принцеса Теодора било вдъхновено от две византийски императрици: първата – Теодора Августа (500–548), съпруга на Юстиниан Велики, защитница на православието в Халкидон; втората – съпруга на византийския император Теофил и регентка на сина си Михаил III, която възстановила култа към иконите през 843 г. Подобно на тях, Теодора подкрепяла културния живот и образованието. В Ловеч тя патронирала училище и скрипторий, където се превеждали и преписвали ръкописи от Атон и Константинопол.
След като през 1331 г. Йоан Александър извършил държавен преврат и станал цар на България, той се преместил с двора си в Търново – столицата, която вече била наричана „Трети Рим“ заради културния си разцвет. Историците определят този период като „Втори златен век“ на България. Сред значимите писмени паметници от това време са Ватиканската Манасиева хроника (1344–1345), Илюстрираното тетраевангелие на Йоан Александър (с 366 миниатюри, днес в Британската библиотека), Томичовият псалтир (1360, сега в Държавния исторически музей в Москва) и Софийският псалтир (1337).
В „Похвала за цар Йоан Александър“, включена в Псалтира, Теодора е възхвалена за своята набожност:
"Радвай се, верен застъпниче! Радвай се, слава и величие на България! Радвай се, царю Александре! Радвай се, Йоане! Радвай се със своята благочестива съпруга, царица Теодора! Радвай се с драгите си чеда – крал Михаил Асен, Страцимир и Асен!"
Йоан Александър и Теодора имали четири деца:
- Михаил Асен IV (роден 1322, съуправител на баща си, загинал в битка през 1355);
- Йоан Страцимир (роден 1324/25, станал цар на Видин през 1356–1396);
- Йоан Асен IV (роден 1326, управлявал като съцар в Търново, загинал в битка при София през 1349);
- Кера Тамара – омъжена първо за деспот Константин, а след като овдовяла, за османския султан Мурад I.

### Монахинята Теофана
Въпреки уважението, с което била зачитана, Теодора не могла да задържи съпруга си. Йоан Александър се развел с нея през 1345 г., за да се ожени за еврейка, дъщеря на венециански банкер, която след покръстването си в православието също приела името Теодора.
Теодора Басараб, оттеглена от двора, приела монашеския живот под името монахиня Теофана. Това било често срещана практика сред висшата аристокрация на Балканите, която в края на живота си се оттегляла в манастири, за да търси духовно спасение. Теофана станала последователка на исихазма – мистично монашеско движение, проповядващо уединение, молитва и строг аскетизъм.
След развода ѝ царските ѝ синове отказвали да приемат втората си „майка“, а според някои сведения новата царица е отровила двама от тях, за да осигури трона на собствения си син – Иван Шишман (роден около 1350 г.), който през 1371 г. станал последният цар на Търново.
След идването на сина си Йоан Страцимирвъв Видин, Теофана напуснала манастира край Търново и се преместила при  него , където станала монахиня в манастира Алботина.

### Културното наследство на Теофана
Под влиянието на Теофана и снаха ѝ царица Анна (дъщеря на влашкия воевода Николае Александру), Видин се превърнал в най-важния културен център на България. В този период били написани Видинският псалтир (1359–1360) и Видинският сборник (днес в библиотеката на Гентския университет), съдържащ жития на 16 свети жени и дневник на поклонение в Йерусалим.
През 1365–1369 г. Видин бил превзет от унгарците, но по-късно възстановен. След смъртта на Йоан Александър през 1371 г., България се разпаднала на три държави – Търновско царство (управлявано от Иван Шишман), Видинско царство (под властта на Йоан Страцимир) и Деспотството на Добротица (включващо Добруджа). Това разделение отслабило страната и допринесло за бързото ѝ завладяване от османците – Търново паднало през 1393 г., Никопол през 1395 г., а Видин – последната българска крепост – през 1396 г.
Така завършила не само династията на Асеневци, но и петстотингодишната независимост на България. Животът на царица Теодора/монахиня Теофана остава символ на връзката между Влашко и България, както и на духовното и културно наследство на Второто българско царство.